# Історія кохання (мультфільм)
«Історія кохання» (англ. «Love story») — український анімаційний фільм 1992 року студії Укранімафільм, автори сценарію і режисери — Сергій Міндлін і Сергій Гізіла.

## Сюжет
Хробачок, намагаючись врятуватися від загибелі, випадково потрапляє в кінотеатр на перегляд відвертого фільму для дорослих. З цього часу він одержимий ідеєю знайти собі кохану. Спочатку він вибирає сонечко, яке насправді виявляється чоловіком, агресивно прореагувавши на залицяння хробачка. Але це лише початок пошуків...

## Над фільмом працювали
- Автори сценарію: Сергій Міндлін, Сергій Гізіла;
- Режисери-постановники: Сергій Гізіла, Сергій Міндлін;
- Художник-постановник: Сергій Міндлін;
- Композитор: Гліб Бутусов;
- Кінооператор: Анатолій Гаврилов;
- Звукооператор: Ізраїль Мойжес;
- Художники-аніматори: Володимир Врублевський, Марина Медвідь, Костянтин Баранов, Борис Волков, Ельвіра Колесник, Валерій Конопльов, Володимир Дахно, Геннадій Летуновський, Сергій Гізіла, Інга Гончарова, Олег Рідзель, Ольга Вітвицька, Сергій Мустафін;
- Асистенти: Тетяна Вітязь, Інга Гончарова, Олена Дроздова, Віра Боженок;
- Монтаж: Лідія Мокроусова (у титрах Людмила Мокроусова);
- Редактор: Світлана Куценко;
- Директор знімальної групи: Борис Калашніков (у титрах Б. Калашников).